# Vanek úr
Vanek úr, teljes nevén Vanek B. Eduard Rejtő Jenő A tizennégy karátos autó és Vanek Úr Párizsban című regényeinek egyik emlékezetes szereplője, Gorcsev Iván titkára. Igen önérzetes ember, aki a pillanatnyi előnyök kedvéért sem feledkezik meg arról, hogy mivel tartozik önmagának. Tömpe, széles orra, furcsa bajusza, sanyarú arca és cingár lába van. Egészségi állapota nincs teljesen rendben: sérve volt, magas vérnyomásban szenved, ezért tartózkodnia kell a túlzott fizikai igénybevételtől, továbbá tériszonya miatt szívesen tartózkodik gardróbszekrényekben. Légiós felettesei véleményei szerint „tiszta tenyészete a nyárspolgárnak”, szerencsétlen lelki alkat, antikatona, őscivil.
Vanek úrnak mindig mindenről van véleménye.

## Családja
Van egy húga, aki Galacba ment férjhez, első gyermekét várja, keresztanyául a helyi révkapitány feleségét szemelték ki.

## Élete
Saját bevallása szerint levelező volt egy elsőrangú szanatóriumnál. Nizzában Gorcsev Iván szolgálatába lépett, először titkári minőségben, majd helyettesítette főnökét a Francia Idegenlégióban. Ő volt az első újonc a Fort. St. Thérése erőd fennállása óta, akit az érkezése napján megbüntettek. A továbbiakban a büntetése annyira szokásossá vált, hogy az ágyát vasalásra használták, mert soha nem aludt benne. A fogdában egy Mehár nevű török rejtélyes okból megharagudott rá, ezért minden nap megverte. Laura de Pirelli énekesnő rábeszélésére, valamint a méltatlannak tartott bánásmód hatására megszökött a légióból, tíz nap után azonban önként jelentkezett az erődben, mert nem bírta az éneklést. Mivel Gorcsev Iván nevében szolgált, félreértésből őt tüntették ki a Francia Becsületrenddel. Leszerelése után egy kivénhedt cirkuszi oroszlán mellett a Laboux család villájában telepedett le.